# Only Lovers Left Alive
Only Lovers Left Alive är en brittisk-tysk film från 2013, regisserad och skriven av den amerikanske filmskaparen Jim Jarmusch. Huvudrollerna spelas av Tom Hiddleston, Tilda Swinton, John Hurt och Mia Wasikowska. Filmen blev nominerad till Guldpalmen vid Filmfestivalen i Cannes 2013 och vann juryns specialpris vid Filmfestivalen i Sitges.
Handlingen kretsar kring de två vampyrerna Adam och Eve som älskat varandra under århundraden. Filmen spelades in under sju veckor med start i juni 2012 i Detroit i USA, Köln och Hamburg i Tyskland samt i Tanger i Marocko.

## Rollista
| Tom Hiddleston | – Adam          |
| Tilda Swinton  | – Eve           |
| Mia Wasikowska | – Ava           |
| John Hurt      | – Marlowe       |
| Anton Yelchin  | – Ian           |
| Jeffrey Wright | – Doktor Watson |
| Slimane Dazi   | – Bilal         |
| Yasmine Hamdan | – Yasmin        |